# Svetovno prvenstvo v hokeju na ledu 2000
Svetovno prvenstvo v hokeju na ledu 2000 je bilo štiriinšestdeseto Svetovno prvenstvo v hokeju na ledu. Potekalo je med 20. marcem in 14. majem 2000 v Sankt Peterburgu, Rusija (skupina A), Katovicah, Poljska (skupina B), Pekingu, Ljudska republika Kitajska (skupina C) ter Reykjaviku, Islandija (skupina D). Zlato medaljo je osvojila češka reprezentanca, srebrno slovaška, bronasto pa finska, v konkurenci dvainštiridesetih reprezentanc, osmič tudi slovenske, ki je osvojila triindvajseto mesto. To je bil za češko reprezentanco tretji naslov svetovnega prvaka oziroma deveti skupaj z naslovi češkoslovaške. 

## Dobitniki medalj
| Zlato | Srebro | Bron |
| ČeškaRoman Čechmánek Dušan Salfický Vladimír Hudáček Petr Buzek František Kučera Michal Sýkora Martin Štěpánek Ladislav Benýšek František Kaberle Radek Martínek Jiří Dopita Robert Reichel Ján Tomajko David Výborný Tomáš Vlasák Václav Prospal Pavel Patera Martin Procházka Martin Havlát Václav Varaďa Michal Broš Petr Čajánek Martin Špaňhel | SlovaškaPavol Rybár Ján Lašák Miroslav Lipovský Ľubomír Sekeráš Ivan Droppa Stanislav Jasečko Zdeno Chára Peter Podhradský Ľubomír Višňovský Martin Štrbák Radoslav Suchý Miroslav Šatan Ľubomír Hujtaj Richard Kapuš Peter Bartoš Vlastimil Plavucha Miroslav Hlinka Ján Pardavý Peter Pucher Michal Hreus Ľubomír Vaic Ronald Petrovický Ľuboš Bartečko Michal Handzuš | FinskaPasi Nurminen Ari Sulander Vesa Toskala Aki-Petteri Berg Jere Karalahti Jyrki Lumme Toni Lydman Antti-Jussi Niemi Janne Ninimaa Petteri Nummelin Antti Aalto Raimo Helminen Jukka Hentunen Olli Jokinen Tomi Kallio Niko Kapanen Juha Lind Ville Peltonen Kimmo Rintanen Toni Sihvonen Esa Tikkanen Marko Tuomainen Tony Virta |

## Končni vrstni red
1. Češka
2. Slovaška
3. Finska
4. Kanada
5. ZDA
6. Švica
7. Švedska
8. Latvija
9. Belgija
10. Norveška
11. Rusija
12. Italija
13. Avstrija
14. Ukrajina
15. Francija
16. Japonska
17. Nemčija
18. Kazahstan
19. Združeno kraljestvo
20. Poljska
21. Danska
22. Estonija
23. Slovenija
24. Nizozemska
25. Madžarska
26. Kitajska
27. Hrvaška
28. Litva
29. Južna Koreja
30. Romunija
31. Španija
32. Bolgarija
33. Jugoslavija
34. Izrael
35. Belgija
36. Avstralija
37. Južna Afrika
38. Islandija
39. Nova Zelandija
40. Mehika
41. Luksemburg
42. Turčija